# Nový Tábor
Nový Tábor bylo opevněné ležení radikálních husitů založené Bedřichem ze Strážnice a Tomášem z Vizovic na již zaniklém Nedakonickém ostrově u řeky Moravy poblíž Nedakonic na Slovácku, založené koncem roku 1420. Sídlo založené po vzoru jihočeského husitského centra Tábora představovalo v dobách raného husitství nejvýraznější vojenské a ideové centrum radikálních husitů během husitských válek na Moravě. K jeho zániku došlo na podzim 1421, mj. v souvislosti s tzv. bitvou u Uherského Ostrohu s vojsky druhé křížové výpravy Zikmunda Lucemburského. Destrukce Nového Tábora spolu s odporem většiny moravské šlechty k husitství přispěly spolu s dalšími faktory k daleko menší míře rozšíření tohoto hnutí na Moravě, nežli v Čechách.

## Historie

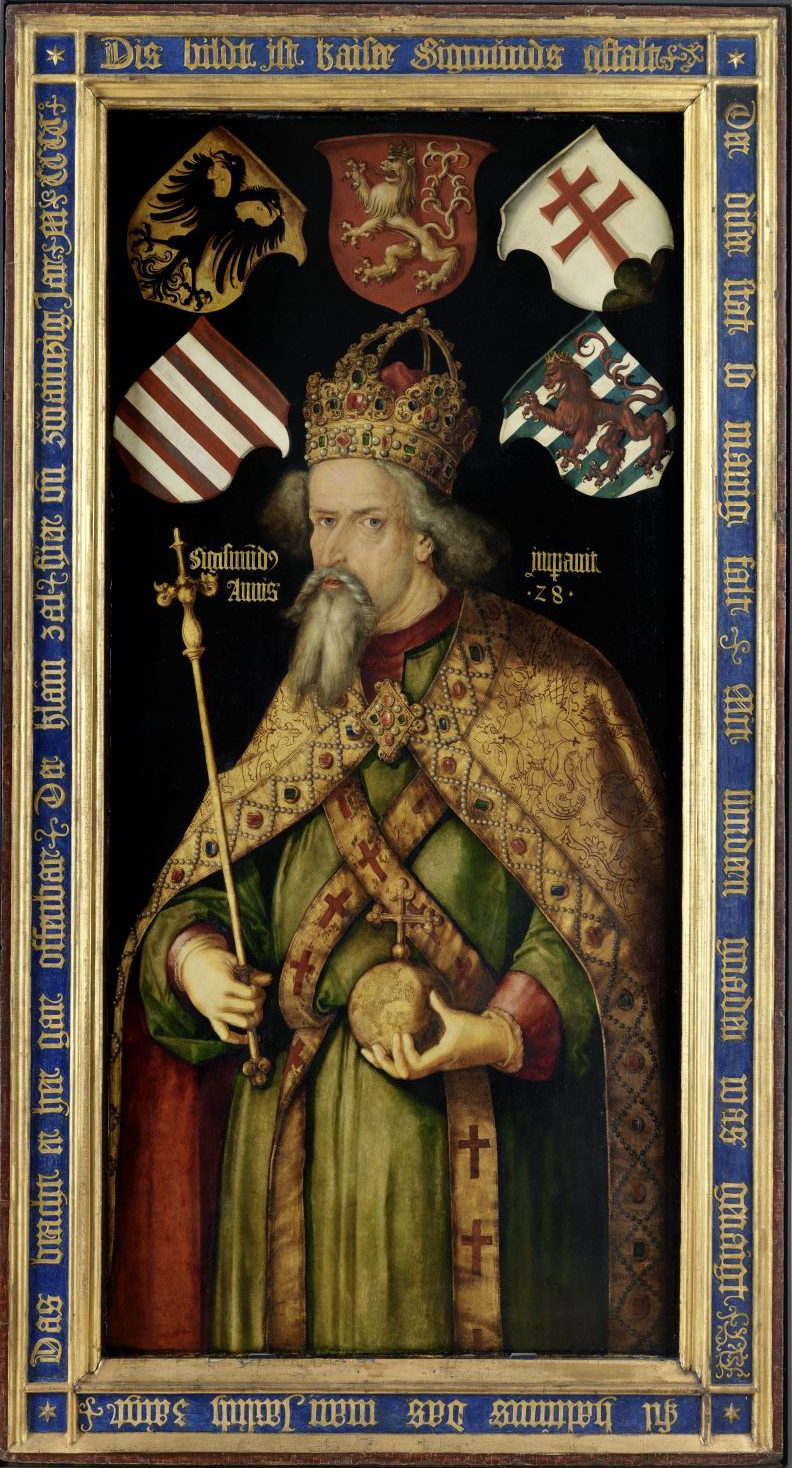
Zikmund Lucemburský, pozdější podobizna od Albrechta Dürera (cca 1509–1516)

### Vznik
Autory myšlenky a zakladateli Nového Tábora byli moravští nižší vladykové a pozdější duchovní Bedřich ze Strážnice a Tomáš z Vizovic, dvě přední osobnosti šíření husitského hnutí na Moravě. Ti jsou uváděni jakožto posluchači učení Václava Korandy v Plzni, odkud s dalšími na jaře 1420 odešli v houfu vedeným Janem Žižkou, cestou prodělali bitvu u Sudoměře a posléze dorazili do města Tábor ovládaného táboritským svazem, sídla založeného na základě principů husitské ideologie.
Pod vlivem tohoto českého vzoru pak Bedřich a Tomáš po příchodu na Moravu koncem roku 1420 začali přívržence kalicha svolávat poblíž Uherského Ostrohu. V mokřadech a bažinách na tzv. Nedakonickém ostrově okolo řeky Moravy zde vzniklo opevněné ležení, kam přicházeli souvěrci z řad nižší šlechty a dalších sociálních tříd, kteří si přáli žít ve společnosti spojené čistě kališnickou vírou. Nový Tábor se navíc mohl opřít o podporu Uherského Ostrohu v majetku husitského pána Haška z Valdštejna. 

### Boje novotáborských
Zdejší husitské vojsko bylo rovněž schopno pořádat úspěšné výpady do okolí: 12. ledna zpustošili a vypálili velehradský klášter, zaživa zde upálili opata a tři mnichy a po jejich nájezdu zůstal klášter na několik let opuštěný, v únoru pak odrazilo útok katolíků pod vedením olomouckého biskupa Jana XII. Železného. Z dalších písemných pramenů lze vyčíst, že husité z Nového Tábora pod vedením Bedřicha ze Strážnice v dubnu roku 1421 neúspěšně zaútočili na Kyjov a je možné, že na zpáteční cestě alespoň zničili augustiniánské proboštství u Osvětiman. K dalšímu posílení Nového Tábora došlo s tažením husitů od Prahy na Moravu po vítězné bitvě na Vítkově. 

### Zánik
Silné husitské centrum Moravy se stalo jedním z hlavních cílů vojska s oddíly českého krále Zikmunda Lucemburského a jeho zetě rakouského vévody Albrechta Habsburského, které měli tvořit východní směr útoku druhé křížové protihusitské výpravy, spolu s německými vojsky v západních a vojsky slezských knížat a lužických měst ve východních Čechách. Nekoordinovanost útoků a husitská houževnatost však způsobila, že západní část výpravy byla rozehnána po obléhání Žatce začátkem října a Slezské vojsko se po dílčích úspěších, mj. v bitvě z Petrovic, z Čech stáhlo. Zikmunda v létě zdržely přípravy sňatku jeho dcery Alžběty s vévodou Albrechtem a obnovený nápor ze strany Turků. Král, který jen pomalu sbíral své uherské síly, proto nestihl vtrhnout do českých zemí zároveň s říšským vojskem. Vyrazil teprve počátkem října, 18. října pak obléhal hrad Brumov v držení Hynka Bočka z Kunštátu. Husitské ležení u Nedakonic bylo ještě před blížící se bitvou opuštěno.
Před koncem měsíce pak obsadilo Uherské Hradiště, kde Zikmund svěřil generální velení nad vojskem uherského magnáta Ladislavu Blagayovi. Ten proti Novému Táboru okolo 25. října vytáhl do bitvy, kde vojsko Nového Tábora a ostrožských porazil. Bitvy se rovněž účastnili Bedřich ze Strážnice a také Tomáš z Vizovic, který v bitvě padl, podle dobových záznamů snad zásahem kopím samotného Blagaye. Bedřich ze Strážnice z bojiště s částí mužstva uprchl, zbylí husité se stáhli za hradby Uherského Ostrohu či se rozutekli do okolí. Po vítězném střetu začalo vojsko křížové výpravy ihned obléhat Uherský Ostroh, který však obléhacím operacím odolal. Zikmund následně vydal pokyn k tažení vojska do Čech, zastaveného na přelomu roku v bitvách u Kutné Hory, u Haber a u Německého Brodu.

## Po zániku
Bedřich opustil Moravu a ještě roku 1421 se připojil se nejprve k orebitům, posléze přetvořeným na sirotky, a později k táborskému svazu. Byl velitelem husitské posádky ve slezském Němčí. Účastnil se husitských rejs do Slezska, Polska a Uherska. Po bitvě u Lipan, kde byl na straně radikálních husitů poražen, byl po jistou dobu vězněn. Posléze se pak stal vrchním velitelem Kolína, kde roku 1437 vybudoval hrad Lapis refugii (Kámen útočiště), kde úspěšně čelil jak císařské moci, tak sílícímu vlivu Jiřího z Poděbrad, až do začátku 50. let 15. století.
Nový Tábor již nebyl obnoven. Jeho vyvrácení bylo výraznou ztrátou pro moravskou část husitského hnutí, na který se již nepodařilo v takové míře navázat. Existuje záznam o průchodu vojska Jana Žižky Nedakonicemi roku 1423, kde měl snad se svým vojskem poobědvat. Je-li tato informace pravdivá, s velkou pravděpodobností zde došlo k zastávce právě kvůli někdejší existenci zdejšího husitského hradiště.
Hradisko Nový Tábor připomíná památník v podobě sloupu u Nedakonic, roku 1977 přemístěný do obce.

## Poloha
Prameny se zmiňují o umístění Nového Tábora na někdejším Nedakonickém ostrově na řece Moravě, zaniklého regulací koryta řeky roku 1934. Jeho přesná poloha je však stále předmětem výzkumu archeologů a historiků. Za nejpravděpodobnější lokaci, podpořenou již prvními archeologickými průzkumy archeologického spolku Velehrad roku 1880, je považována část Nedakonic zvaná Sádky jižně od centra obce. 
Jeho strategická poloha byla ideální jako úkryt vojska umožňující ozbrojené výpady, dlouhodobě však patrně nebylo zamýšleno jako trvalé sídlo, zejména kvůli podmáčenému podloží a nedostatku kamene v okolí. Opevněné sídlo tak bylo tvořeno především z menších staveb ze dřeva, jílu a cihel.